# Dictyophorus cuisinieri
Dictyophorus cuisinieri är en insektsart som först beskrevs av George Clifford Carl 1916.  Dictyophorus cuisinieri ingår i släktet Dictyophorus och familjen Pyrgomorphidae. Inga underarter finns listade i Catalogue of Life.